# Interne geneeskunde
Interne geneeskunde, in Vlaanderen ook inwendige geneeskunde genoemd, is een specialisme in de geneeskunde dat zich bezighoudt met het voorkómen, diagnosticeren en behandelen van ziekten van de inwendige organen, zoals de lever, de nieren, en het spijsverteringsstelsel van de volwassen patiënt. Een arts die zich hierin gespecialiseerd heeft is een internist.
De opleiding interne geneeskunde duurt na het basisarts-examen nog eens 6 jaar: 4 jaar algemene interne geneeskunde en 2 jaar specialisatie.
De oorsprong van de interne geneeskunde is te vinden in de 19e eeuw. Toentertijd werd het vakgebied aangeduid als dat van 'artsen die de laboratoriumwetenschap combineerden met patiëntenzorg'. Nog steeds zijn veel internisten dan ook betrokken bij wetenschappelijk onderzoek naar de achtergronden en de gevolgen van ziekten, en naar therapieën om deze ziekten te bestrijden.

## Diagnosestelling
Het stellen van een diagnose bij klachten op gebied van de interne geneeskunde is vaak een ingewikkeld en doordacht proces. Hierbij vormen het verhaal van de patiënt - de zogeheten anamnese – en het lichamelijk onderzoek de belangrijkste aanknopingspunten. De internist stelt met deze gegevens een differentiële diagnose op – een lijst met diagnosen die passen bij een bepaalde, vastgestelde combinatie van symptomen. Soms zijn aanvullende onderzoeken nodig om achter de oorzaak van de symptomen van de patiënt te komen. Laboratoriumonderzoek, pathologisch en cytologisch onderzoek, radiologisch onderzoek, nucleair onderzoek en de medische microbiologie zijn belangrijke hulpmiddelen om de diagnose te stellen, en eventueel later in het proces de behandelingsresultaten te monitoren. Na het aanvullend onderzoek komt ten slotte een diagnose naar boven als de meest waarschijnlijke – de werkdiagnose.

## Behandeling
In de behandeling van ziekten kan een internist medicatie voorschrijven of leefstijl-veranderingen adviseren. Een internist opereert in principe niet, maar kan een operatie wel adviseren en hiervoor doorverwijzen naar een chirurgisch collega. Bij de preventie van ziekte heeft de internist een voorlichtende taak, en ook daarbij kunnen, op indicatie, medicijnen voorgeschreven worden. Dit wordt gedaan vanuit de wetenschap dat een vastgesteld gezondheidsrisico kan leiden tot de ontwikkeling van nieuwe ziekte. Internisten zijn binnen een ziekenhuis vaak belast met de coördinatie en afstemming van zorg rondom een patiënt, waar verschillende medisch specialisten, en eventueel paramedici bij betrokken zijn.

## Subspecialismen
Tot halverwege de 20e eeuw werd de interne geneeskunde als één vakgebied gezien maar, onder invloed van de Amerikaanse geneeskunde, ontstonden er binnen het vakgebied subspecialismen. Hierdoor omvat de interne geneeskunde tegenwoordig de volgende deelgebieden:
- acute interne geneeskunde
- allergologie
- transfusiegeneeskunde
- endocrinologie
- gastro-enterologie
- hematologie
- infectiologie
- intensivist
- klinische farmacologie
- nefrologie
- oncologie
- ouderengeneeskunde
- vasculaire geneeskunde

In niet-academische ziekenhuizen bedrijven internisten het vak meestal in de volle breedte, hoewel velen een specifiek aandachtsgebied hebben. In academische ziekenhuizen hebben, omdat het vakgebied zo breed is, veel internisten zich gespecialiseerd in bepaalde aandoeningen. De algemeen internist is daar in de minderheid, en er zijn veel specialisten aan het werk. Basis blijft echter de holistische benadering van de patiënt.
Basisarts · Huisarts · Specialist —
Acute geneeskunde ·
Anesthesie-reanimatie ·
Arbeidsgeneeskunde ·
Arts Maatschappij en Gezondheid ·
Arts voor verstandelijk gehandicapten ·
Beheer van gezondheidsgegevens ·
Cardiologie ·
Dermato-venereologie ·
Endocrino-diabetologie ·
Forensische of gerechtelijke geneeskunde ·
Fysische geneeskunde ·
Gastro-enterologie ·
Geriatrie ·
Gynaecologie en verloskunde ·
Heelkunde ·
Intensieve zorg ·
Interne of inwendige geneeskunde ·
Kinder- en jeugdpsychiatrie ·
Klinische biologie ·
Klinische chemie ·
Klinische farmacologie ·
Klinische genetica ·
Mond-, kaak- en aangezichtschirurgie ·
Nefrologie ·
Neurochirurgie ·
Neurologie ·
Nucleaire geneeskunde ·
Oncologie ·
Oftalmologie of oogheelkunde ·
Orthopedie ·
Otorinolaryngologie, kno-heelkunde of nko-heelkunde ·
Pathologische anatomie ·
Pediatrie ·
Plastische, reconstructieve en esthetische heelkunde ·
Pneumologie of longziekten ·
Psychiatrie ·
Radiologie ·
Radiotherapie-Oncologie ·
Reumatologie ·
Revalidatiegeneeskunde ·
Sociale geneeskunde ·
Sportgeneeskunde ·
Stomatologie of kaakchirurgie ·
Spoedeisende of urgentiegeneeskunde ·
Urologie ·
Verzekeringsgeneeskunde en medische expertise